# جاك زاندر
جاك زاندر (بالإنجليزية: Jack Zander)‏ هو رسام رسوم متحركة أمريكي، ولد في 3 مايو 1908 في كالامازو في الولايات المتحدة، وتوفي في 17 ديسمبر 2007 في باوند ريدج ‏ في الولايات المتحدة.

## وصلات خارجية
- جاك زاندر على موقع IMDb (الإنجليزية)
- جاك زاندر على موقع قاعدة بيانات الفيلم (الإنجليزية)